# 吉川芳太郎
吉川 芳太郎（よしかわ よしたろう、万延元年4月13日（1860年6月2日） - 昭和11年（1936年）2月19日）は、明治時代の銀行家。伊那銀行取締役、百十七銀行取締役などを歴任。長野県多額納税者。

## 経歴
長野県の酒造業・吉川邦治の長男として生まれる。
1887年（明治20年）家督を相続する。
八幡商業銀行頭取、伊那銀行取締役、百十七銀行取締役などを歴任した。

## 家族
- 姉：いさ（長野県多額納税者・野原半三郎の妻、義妹は関根作三郎の娘、作三郎の娘婿に久米良作）
- 妻：サイ（間杢右衛門の妹）
- 二女：猪於惠（衆議院議員・上條信の妻）
- 四女：猪壽恵（塩川政巳の妻）
- 息子: 吉川亮夫 （衆議院議員)
- 息子の岳父:塩川幸太 (衆議院議員)